# Maria de Lancaster, Baronesa Percy
Maria de Lancaster, Baronesa Percy (c. 1320–1321 - 1 de setembro de 1362), era a filha mais nova sobrevivente de Henry, 3º conde de Lancaster com sua mulher Maud Chaworth. Através de seu pai, ela era bisneta de Henrique III da Inglaterra.

## Família
Maria nasceu em 1320 ou 1321. Ela era irmã de Henrique de Grosmont, 1° duque de Lancaster, Maud, condessa de Ulster, Joana, baronesa de Mowbray e Leonor, condessa de Arundel. Por meio de seu irmão Henrique, ela era tia de Blanche de Lancaster, primeira mulher de João de Gante e mãe de Henrique IV da Inglaterra.

## Casamento
Perto de setembro de 1334 no Castelo de Tutbury, ela se casou com Henry Percy, filho mais velho de Henry de Percy, 2º Barão Percy e Idoine de Clifford. Ele sucedeu seu pai como 3º Barão Percy em 1352.